# 中性子捕捉療法
中性子捕捉療法（ちゅうせいしほそくりょうほう、英: Neutron Capture Therapy、略称 NCT）とは、原子炉などからの中性子と癌組織に取り込まれた中性子との反応断面積が大きい元素との核反応によって発生する粒子放射線によって、選択的に癌細胞を殺すという原理に基づく癌治療法（放射線療法）である。この治療法に用いられる中性子増感元素としてはホウ素（10B）、ガドリニウム（157Gd）等が考えられているが、現在はホウ素のみが用いられており、この場合特にホウ素中性子捕捉療法（ほうそちゅうせいしほそくりょうほう、英: Boron Neutron Capture Therapy、略称 BNCT）と呼ばれる。

## 歴史
中性子捕捉療法の原理は、中性子が1932年にジェームズ・チャドウィックによって発見された4年後の1936年にアメリカのLocherにより提唱された。実際に患者についてこれが行われたのは1950年代に米国ブルックヘブン国立研究所（BNL）の医療用原子炉（BMRR）が完成してからであり、この原子炉を用いて脳腫瘍の治療が盛んに試みられた。
日本においては、1959年から宮川正（東大病院放射線科）、渡辺哲敏他によって中性子捕捉療法に関する基礎研究が始められ、1968年 には畠中坦（帝京大学医学部教授）らによって日本で最初の医療照射が日立製作所の日立炉（HTR）で行われた。その後、癌細胞への選択的蓄積という点でより優れたホウ素化合物が開発され、この化合物を用いた悪性脳腫瘍に対する13の臨床例がHTRを用いて行われ、米国の治療成績を上回る結果が得られた。
この治療法の有効性が高まったことから、日本では1975年に京都大学原子炉実験所（現在の京都大学複合原子力科学研究所）の保有する研究用原子炉（KUR）の重水設備において良質の医療用中性子照射場が開発され、小野公二（京都大学原子炉実験所教授）らによって2014年までに500件を超える臨床研究が実施された。また、1976年から1977年にかけて武蔵工業大学（現在の東京都市大学）の武蔵工大炉（MITRR）が医療用に改造され1989年までに悪性脳腫瘍については99例の治療が行われた。また、悪性黒色腫（メラノーマ）についても、1987年〜1989年にMITRRにおいて9例の臨床治療が行われた。しかしながら、中性子発生に原子炉を必要とするため、中性子捕捉療法を実施可能な施設は限定され、武蔵工大炉（MITRR）が廃炉となってからは、京都大学の京大炉（KUR）および低濃縮燃料炉心に改造され1998年10月に運転再開された日本原子力研究所（現在の日本原子力研究開発機構）の研究炉（JRR-4）でのみ実施されていた。
現在まで、全世界の研究炉を用いた臨床研究のうち半数以上が日本で実施されており、BNCTの研究においては日本が世界を大きくリードしている。福島第一原子力発電所事故により研究用原子炉にも安全対策の実施が求められたことから、京大炉は2014年5月26日の定期検査入りから運転停止が続いていたが、2017年より運転を再開し、それに伴い原子炉を用いたBNCTの臨床研究も再開された。一方、日本原子力研究開発機構のJRR-4は2013年9月26日策定の「原子力機構改革計画」に基づく事業合理化の一環で廃止されることになり、2015年12月25日には廃止措置計画認可申請が出されている。
原子炉は巨大施設であり社会的な情勢から新設が容易ではないことから、原子炉に頼らず一般病院でも設置可能な大きさのBNCT用小型中性子発生装置が、NEDOプロジェクトや、三菱重工業、京都大学等により開発が進められた。
京都大学原子炉実験所と住友重機械工業株式会社は共同で30MeVサイクロトロン加速器を用いた加速器中性子源を開発し、2009年にはBNCTの動物実験が開始された。2012年からはステラファーマ（ステラケミファグループ）、住友重機械工業、京都大学原子炉実験所の共同により、京都大学原子炉実験所の加速器中性子源を用いて、世界初となる加速器中性子源によるBNCTの治験が開始された。当初、再発悪性神経膠腫を対象として始まった治験は、2014年に再発頭頸部がんも対象に加わり、実用化へ向けた研究が進められている。
福島県郡山市の一般財団法人脳神経疾患研究所は南東北BNCT研究センターを設立し、住友重機械工業株式会社製の加速器中性子源を用いた世界初の病院設置型加速器BNCTシステムを用いて、2016年より脳腫瘍や頭頸部癌に対する治験を開始している。2018年には 大阪医科薬科大学 関西BNCT共同医療センターが竣工した。その他、臨床応用可能機器として、国立がん研究センター、江戸川病院に株式会社リライズメディカルシステムズが加速器BNCTシステムの導入を検討している。
2020年6月には適応疾患を「切除不能な局所進行または局所再発の頭頸部癌」とする保険適用が開始した。

## 原理
ホウ素中性子捕捉療法の場合、ホウ素10核種は中性子照射により以下のような核反応を起こす。
10B＋n → 7Li + 4He
ホウ素10核種は、中性子捕捉断面積が他の同位体核種に較べて高く、また核反応により発生する高エネルギーの7Liや4Heは数マイクロメートルしか進行しないため、周辺の組織への影響が低い。そこで、癌細胞が特異的に代謝する化合物に、10B原子を標識し取り込ませ、中性子照射により癌細胞のみを選択的に破壊することができる。
ガドリニウムを増感元素に用いるガドリニウム中性子捕捉療法（がどりにうむちゅうせいしほそくりょうほう、英: Gadolinium Neutron Capture Therapy、略称 GdNCT）の場合、中性子照射により以下の核反応を起す。
157Gd＋n → 158Gd + γ
GdNCTでは上式の高エネルギーのガンマ線により、癌細胞を殺傷することを目的とする。このガンマ線の飛程が100マイクロメートル以上であることから、BNCTでは取りこぼす癌細胞も殺傷することが期待できる。

## 中性子源
原子炉
病院からの距離、法規制などの問題があるが、中性子照射場の線質や強度が時間的に安定している。炉心からの高速中性子を重水等で減速した熱中性子あるいは熱外中性子が利用される。
加速器
原子炉と比べると病院内に設置する際の社会的認可を受けやすい。また、起動停止が容易である。中性子発生反応としては、7Li(p,n)7Be反応や9Be(d,n)10B反応などが用いられる。

## 化合物
中性子捕捉療法が成功するには、使用する化合物が癌細胞に選択的に集積し、腫瘍組織内に十分な濃度に到達するとともに、近傍の正常組織や血中では低い濃度に抑えられる必要がある。そこで、体内に投与する化合物には、高い水溶性（点滴量を少なくできる）、腫瘍組織への選択的な集積性、体外への速い排出速度が求められる。これまで、生体分子（アミノ酸、核酸、糖など）にホウ素置換基とを結合させた化合物を中心に研究が進められてきた。2020年現在、治療に用いられている化合物は2種類である。
BPA(p-Boronophenylalanine)
フェニルアラニンの誘導体。癌細胞ではアミノ酸トランスポーターが亢進しており、悪性黒色腫ではメラニン色素の前駆体として選択的に集積する。また血液脳関門を通過することができる。日本のステラファーマが開発した、BPAのホウ素10の割合を99%以上に高めたボロファラン（Borofalan、10B）（商品名ステボロニン点滴静注バッグ9000 mg/300 mL）が2020年に承認された。
BSH(Borocaptate sodium)
ホウ素原子をカゴ型に配列した化合物で、血液脳関門の壊れた腫瘍組織に浸透し、正常脳細胞には浸透しない。

## 利点
放出される粒子の飛程は短く、単位長さ当りに失うエネルギーが大きい（高LET放射線）。そのため、放射線抵抗性の高い腫瘍にも効果がある。また、ホウ素がなければ中性子照射により核分裂反応は生じないため、正常細胞にホウ素が取り込まれていなければ、照射範囲に含まれても正常組織はほとんどダメージを受けず、照射範囲を広く取ることができる。

## 適応
保険適用
- 切除不能な局所進行または局所再発の頭頸部癌（保険適用：2020年6月～）

臨床試験・治験等
- 脳腫瘍（悪性神経膠腫、膠芽腫、高悪性度髄膜腫）、悪性黒色腫（メラノーマ、血管肉腫）、肺癌、胸膜中皮腫、肝臓癌、乳癌、骨肉腫等[12]

## 施設
- 京都大学複合原子力科学研究所（旧原子炉実験所） 粒子線腫瘍学研究センター[13]
- 脳神経疾患研究所附属 南東北BNCT研究センター[14]
- 大阪医科薬科大学 関西BNCT共同医療センター[15]
- 社会福祉法人仁生社 江戸川病院